# Yves Gominon
Yves François Jacques Gominon (Clermont-Ferrand, 5 luglio 1933 – Riom, 28 marzo 2016) è stato un cestista francese.

## Carriera
Con la Francia ha disputato i Campionati mondiali del 1954 e i Giochi olimpici di Melbourne 1956.